# Északi csuszka
Az északi csuszka (Sitta europaea europaea) a madarak (Aves) osztályának verébalakúak (Passeriformes) rendjébe, ezen belül a csuszkafélék (Sittidae) családjába tartozó csuszka (Sitta europaea) alfaja.

## Előfordulása
Az északi csuszka Skandinávia, Kelet-Európa és Oroszország területein fordul elő.

## Megjelenése
Az északi csuszka testhossza 14 centiméter, testtömege 20-24 gramm. Eltérően a törzsfajtól, az északi csuszkának a hasán lévő tollazat teljesen fehér. Csőre olyan, mint a harkályé: rendkívül hegyes, még kemény magvak felnyitására is alkalmas. A madár három lábujja előre, egy pedig hátrafelé néz.

## Életmódja
A költési időn kívül is többnyire párban él. Tápláléka rovarok és lárváik, hernyók, magvak. A leghosszabb ismert élettartam több mint 10 év.

## Szaporodása
Az ivarérettséget egyéves korban éri el. A költési időszak április–június között van. Évente egyszer költ. A fészek egy faodúban található. A fészekalj 5-8 fehér, vörösesbarnán pettyezett tojásból áll. A tojásokon 13-15 napig kotlik a tojó, eközben a hím látja el táplálékkal. A fiókákat mindkét szülő eteti. A fiatal madarak 23-25 nap után repülnek ki.